# مايك سوليفان (لاعب غولف)
مايك سوليفان (بالإنجليزية: Mike Sullivan)‏ هو لاعب غولف أمريكي، ولد في 1955 في غاري في الولايات المتحدة.

## وصلات خارجية
- مايك سوليفان على موقع رابطة لاعبي الغولف المحترفين (الإنجليزية)
- مايك سوليفان على موقع التصنيف العالمي الرسمي للغولف (الإنجليزية)